# 머리사 라미레스
머리사 라미레스(Marisa Ramirez, 1977년 9월 15일 ~ )는 미국의 배우이다.

## 출연 작품

### 영화
- All Souls Day (2005)
- 이티비티티티 위원회 (2007, Itty Bitty Titty Committee)
- 케이시 앤서니 사건의 진실 (2013, Prosecuting Casey Anthony)
- The Extendables (2014)

### 텔레비전
- Miracles (2003)
- 더 영 앤 더 레스트리스 (2006-07)
- 멘탈 (2009)
- 스파르타쿠스: 갓 오브 아레나 (2011)
- 블루 블러드 (2013-24)